# (6047) 1991 TB1
A (6047) 1991 TB1 egy földközeli kisbolygó. Perry Rose fedezte fel 1991. október 10-én.